# Henriett Seth F.
Henriett Seth F. (født Henrietta Fajcsák den 27. oktober 1980 i   Eger, Ungarn ) er en ungarsk forfatter , maler og manuskriptforfatter.

## Biografi
Hendes første roman Autizmussal önmagamba zárva (Locked in me by autism) udgivet i 2005 i Ungarn blev en verdensomspændende bestseller af autismelitteratur.[kilde mangler]

## Teater
- Nemsenkilény, monológ nemmindegyembereknek (Monodrama), 2010

## Eksterne links
- Henriett Seth F. på Internet Movie Database (engelsk)
- personlig hjemmeside
- (en) CNN